# Niet

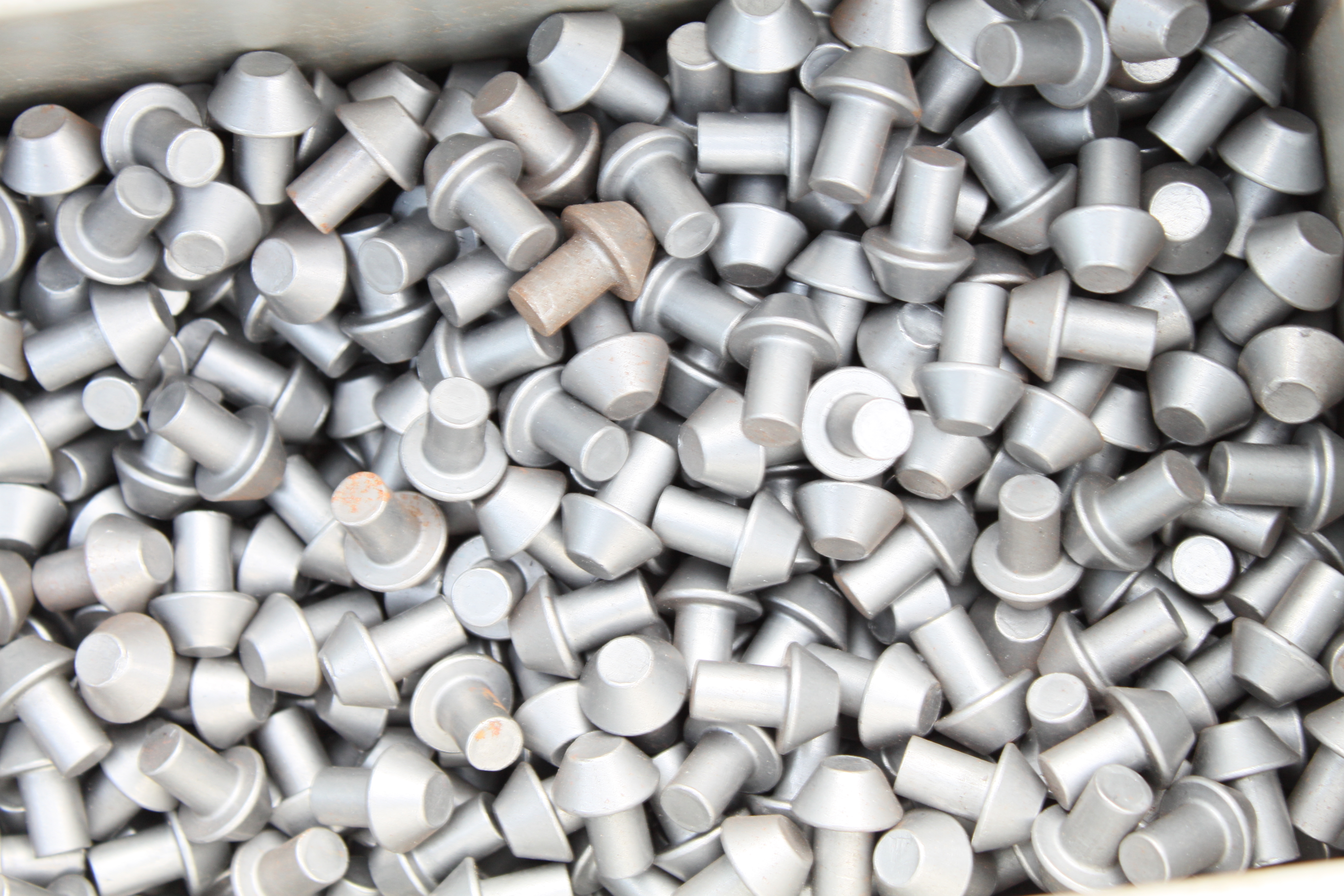
Niete aus dem Schiffbau

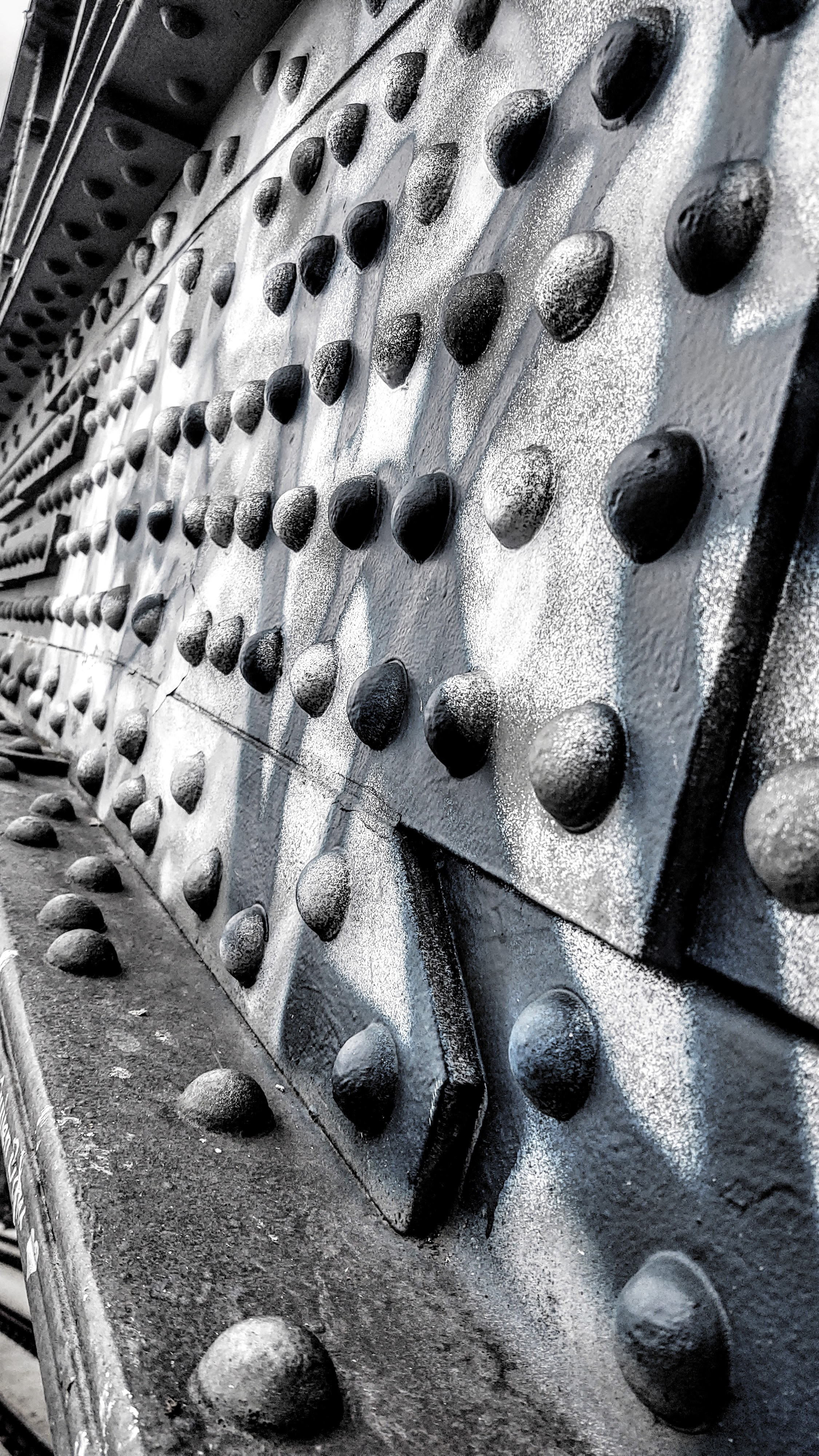
Nietverbindungen der Hohenzollernbrücke in Köln (schwarz/weiß)

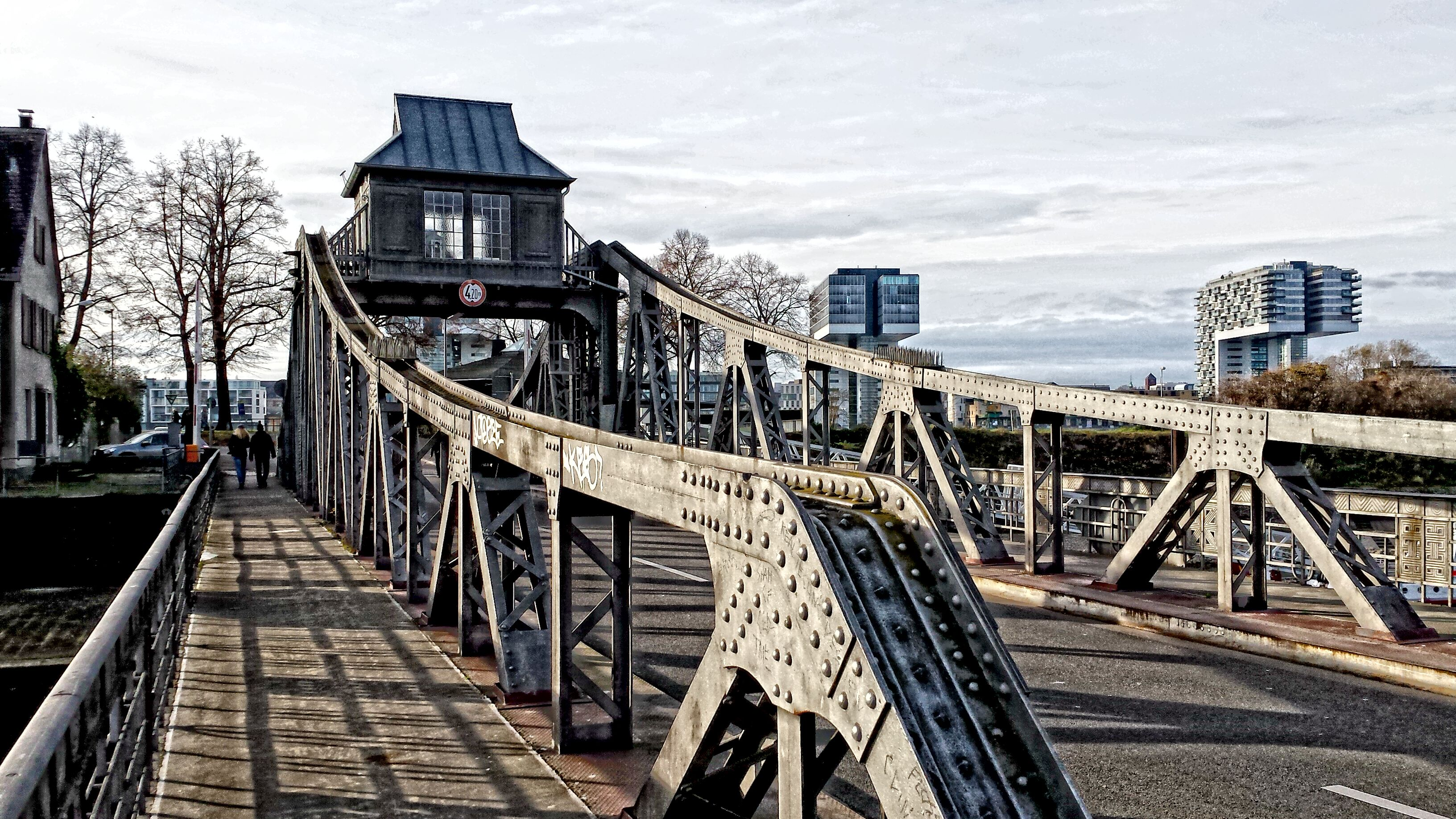
Genietete Drehbrücke in Köln-Deutz von 1907

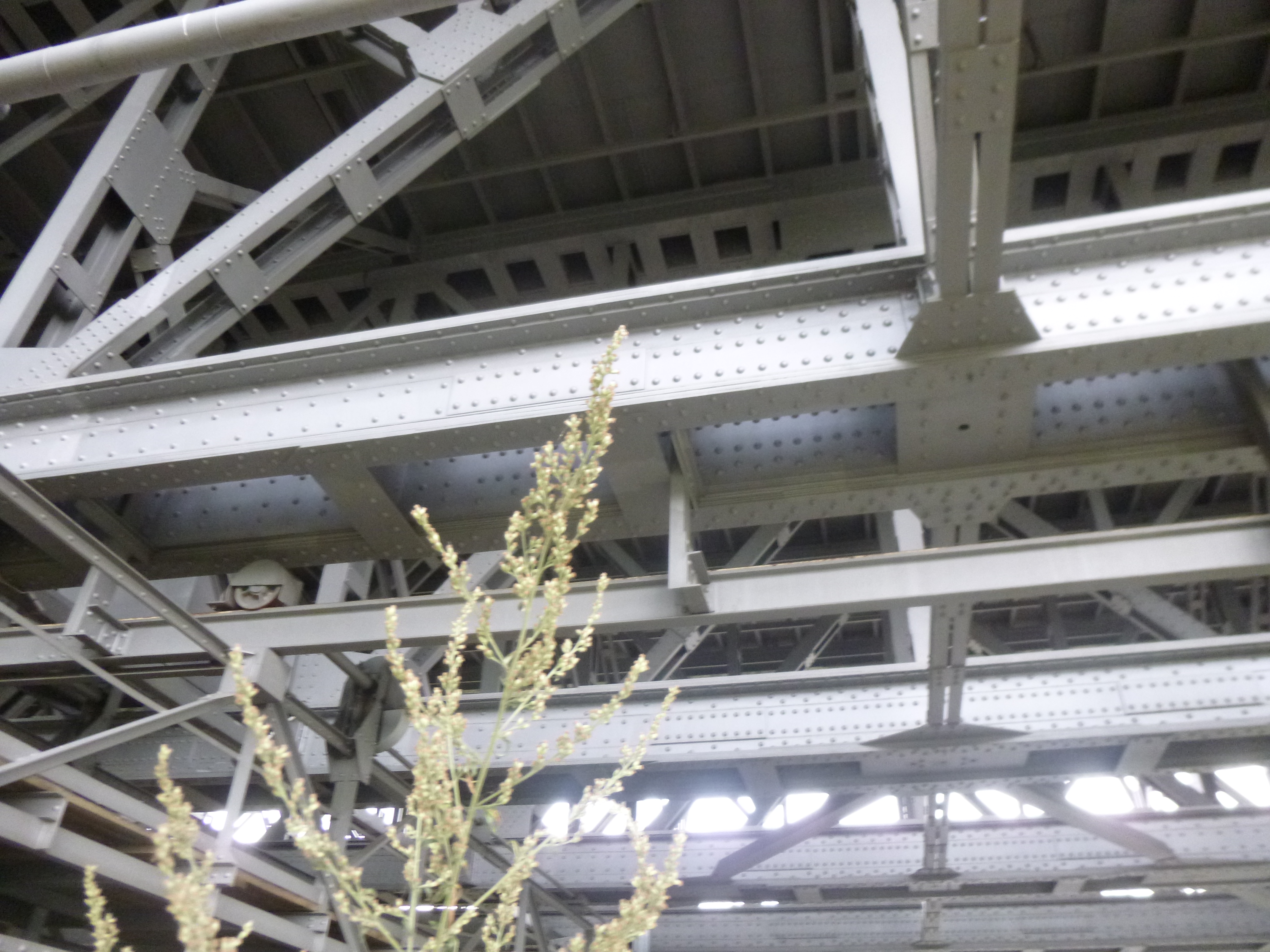
Genietete Stahlträger im Schiffshebewerk Niederfinow

Der oder das Niet (Plural Niete) ist ein plastisch verformbares, zylindrisches Verbindungselement. Die Herstellung einer Nietverbindung zwischen den an der Verbindungsstelle aufeinander liegenden flachen Materialteilen (z. B. Blechen, Kunststoffteilen, Leder oder robusten Baumwollstoffen) wird als das Nieten bezeichnet.
Durch die Bildung eines zweiten Nietkopfes beim Nieten wird der Niet unverlierbar bzw. die Verbindung zwischen den zwei oder mehreren Bauteilen unlösbar. Nach einer Warmnietung verschwindet ein eventuelles Längsspiel zwischen dem Niet und den Flachteilen durch Schrumpfen des sich abkühlenden Niets. Dagegen lockert sich die (durch Pressung entstandene und allein unzureichende) Querverformung im Nietloch.
Niete werden vor allem aus Metallen und Legierungen, aber auch Kunststoffen hergestellt. Sie gehören zu den einfachen und in fast allen Eigenschaften genormten Maschinenelementen.
Geschlossen werden die Niete mit Niethammer, Gegenhalter, Nietenzieher (Döpper), Nietezangen wie der Blindnietzange sowie hydraulisch oder pneumatisch betriebenen Nietmaschinen.

## Etymologie
Das Wort Niet stammt vom althochdeutschen Wort hniutan „befestigen“ ab. Im Mittelhochdeutschen soll Niet zudem für einen breitgeschlagenen Nagel stehen.
Der Begriff ist in mehreren Formen und Genera üblich, wobei der Singular „Niete“ im allgemeinen Sprachgebrauch die überwiegend verbreitete Form darstellt. In der Fachsprache überwiegt der Singular „Niet“. Beide Formen mischen sich jedoch zunehmend. Man findet neben DIN-Normen auf „Nieten“ auch ÖNORMen auf Plural „Niete“.

### Verbreitung
fachsprachlich
in Deutschland: der Niet, Pl. die Niete; F. M. Feldhaus hielt 1914 jedoch noch die Form das Niet für korrekt.
in Österreich die Niete, Pl. die Nieten; nach ÖNORM M 5300
allgemeinsprachlich
im gesamten DACH-Raum: die Niete,  Pl. die Nieten
in Nordostdeutschland bzw. Mecklenburg-Vorpommern der/das Niet,  Pl. die Niete

## Allgemeines

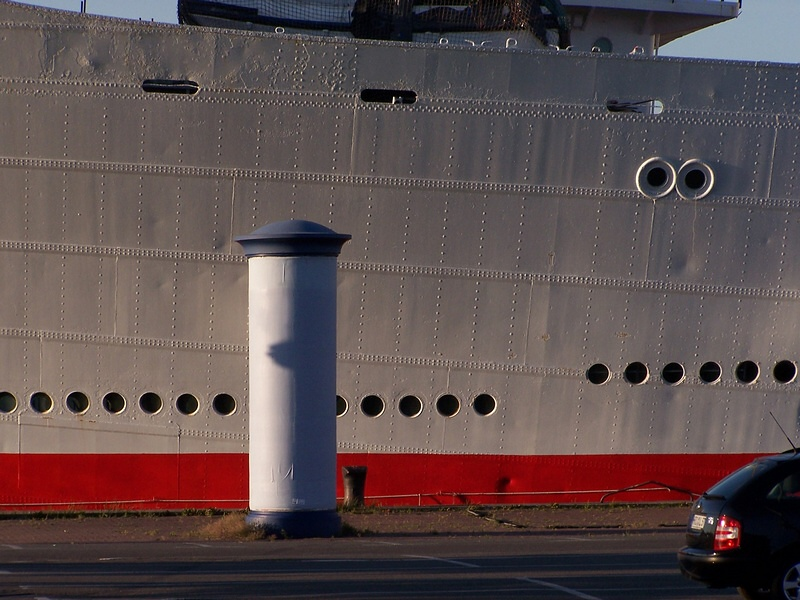
Genieteter Schiffsrumpf

Niete am Flugzeugrumpf

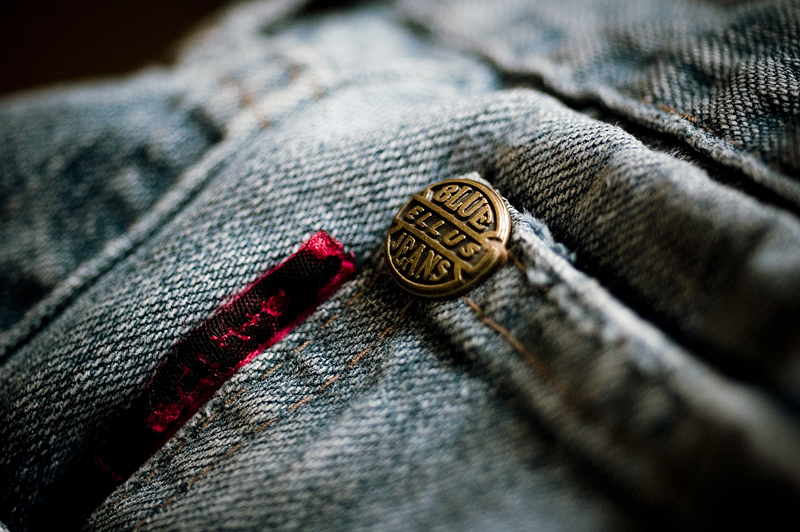
Niet an einer Jeans zur Verstärkung der Nähte

Der Niet besteht aus einem flachen und breiten Setzkopf und einem schmalen, zylindrischen Nietschaft. In die zu verbindenden Bauteile müssen Bohrungen eingebracht werden, die einen etwas größeren Durchmesser als der Nietschaft haben. Durch diese Bauteile wird der Niet hindurchgeschoben, sodass er darüber hinaussteht. Anschließend wird das überstehende Ende des Niets durch Bearbeiten mit einem Hammer zu einem Kopf (dem sogenannten Schließkopf) geformt, der die Bauteile sicher verbindet.
Niete bieten gegenüber Schrauben den Vorteil, dass in keines der Bauteile ein Gewinde eingebracht werden muss. Ein Nachteil ist, dass die Verbindung nicht zerstörungsfrei zu lösen ist. Dieser Nachteil ist jedoch in einigen Bereichen der wichtigste Vorteil dieser Fügetechnik – eben dort, wo es auf unlösbare Verbindungen ankommt. Dazu gehört unter anderem der Flugzeugbau, bei dem Nietverbindungen die wesentliche Grundlage der Strukturbauteile darstellen. Im Gegensatz zu Schraubverbindungen, welche durch komplexe Messungen (Drehmoment u. Ä.) überprüft werden müssten, ist eine formschlüssige Nietverbindung optisch und ohne Messaufwand an dem geformten Schließkopf zu erkennen.
Niete bieten gegenüber Schweißverbindungen den Vorteil, dass keine Gefügeumwandlung und kein Verziehen durch Wärmeeinwirkung stattfindet. Auch lassen sich nicht schweißbare und ungleichartige Werkstoffe miteinander verbinden.
Je nach Verwendungszweck werden unterschiedliche Kopfformen verarbeitet, beispielsweise Halbrund-, Senk-, Flachrund- und Flachsenkkopf. Der Niet liegt mit dem Kopf auf der einen Seite der zu verbindenden Werkstücke an. Der Schaft wird durch das vorgebohrte oder vorgestanzte Loch durchgesteckt und durch Druck in die Breite verformt, sodass die Werkstücke fest miteinander verbunden werden. Der Druck kann plötzlich durch Schlag oder kontinuierlich z. B. durch eine hydraulische Presse aufgebracht werden. Niete mit einem Durchmesser von mehr als 8 mm werden warm geschlagen, das heißt im Schmiedefeuer auf Gelbglut erwärmt, glühend eingeschlagen und der Kopf geformt. Beim Abkühlen zieht sich der Niet zusammen und verspannt die zu verbindenden Werkstücke. Somit wird zwischen Kalt- und Warmnietverbindungen unterschieden.
Eine Handnieter-Kolonne im Schiffbau mit Nietanwärmer, Einstecker, Vorhalter und Nieter schaffte etwa 300 Nieten täglich, ca. das Dreifache bei Verwendung von hydraulischen und Presslufthämmern (ab Anfang des 20. Jahrhunderts).

## Bedeutung
Die klassische Vollniet-Verbindung ist in technischen Anwendungen heute vielfach durch die Schweißverbindung ersetzt. Genietet wird nur noch dort, wo Schweißen nicht geeignet ist, z. B. im Leichtbau oder bei nicht schweißbaren Materialien sowie bei der Reparatur alter Nietverbindungen.
Gründe hierfür können sein:
- Zu vernietende Bauteile müssen übereinandergelegt und zusammen durchbohrt werden, sonst passt der Niet wegen Fertigungstoleranzen nicht durch. Gegebenenfalls muss das Loch mit einem Fräser oder einer Reibahle nachgearbeitet werden. Dieses Verfahren ist umständlicher und teurer als automatisierte Klebe- oder Schweißverfahren. Auch Schraubverbindungen sind günstiger zu verarbeiten als klassische Vollniete. Auf Blindniete trifft dies jedoch nicht zu.
- Jede Nietverbindung muss einzeln geprüft werden.Ein- und zweischnittige Nietverbindung

Ein- und zweischnittige Nietverbindung

- Durch eine Nietverbindung wird der Kraftfluss umgeleitet, es entsteht ein zusätzliches Biegemoment im Bauteil. Gestoßene Schweißverbindungen haben diesen Nachteil nicht. Das zusätzliche Biegemoment kann nur durch aufwändigere, mehrschnittige Verbindungen aufgehoben werden (nebenstehende Abbildung).

- Im Vergleich zu linienförmigen Verbindungen entsteht in dünnen Blechen im Bereich des Nietlochs punktuell eine hohe Spannung.
- Die zu verbindenden Materialteile werden durch Löcher geschwächt.
- Je nach den verwendeten Materialien sind Nietverbindungen korrosionsempfindlich. Ein Abrosten der zu verbindenden Bauteile oder der Nietköpfe kann zu einem Lockern der Verbindung führen.
- Bei Jeans- und Lederartikeln werden Niete auch nur zur Verzierung ohne eigentliche Halte- oder andere Funktion (z. B. Schnürsenkelführung) eingesetzt. Gleiches gilt für den Messerbau, zum Beispiel beim Laguiole-Messer, wo einen zentralen Niet umgebende kleine funktionslose Nietstifte mit diesem zusammen ein kreuzförmiges Ornament bilden.

## Verfahren
Konventionelle Nietverfahren sind:
- Vollnieten
- Hohlnieten
- Blindnieten
- Stanznieten

### Vollniete

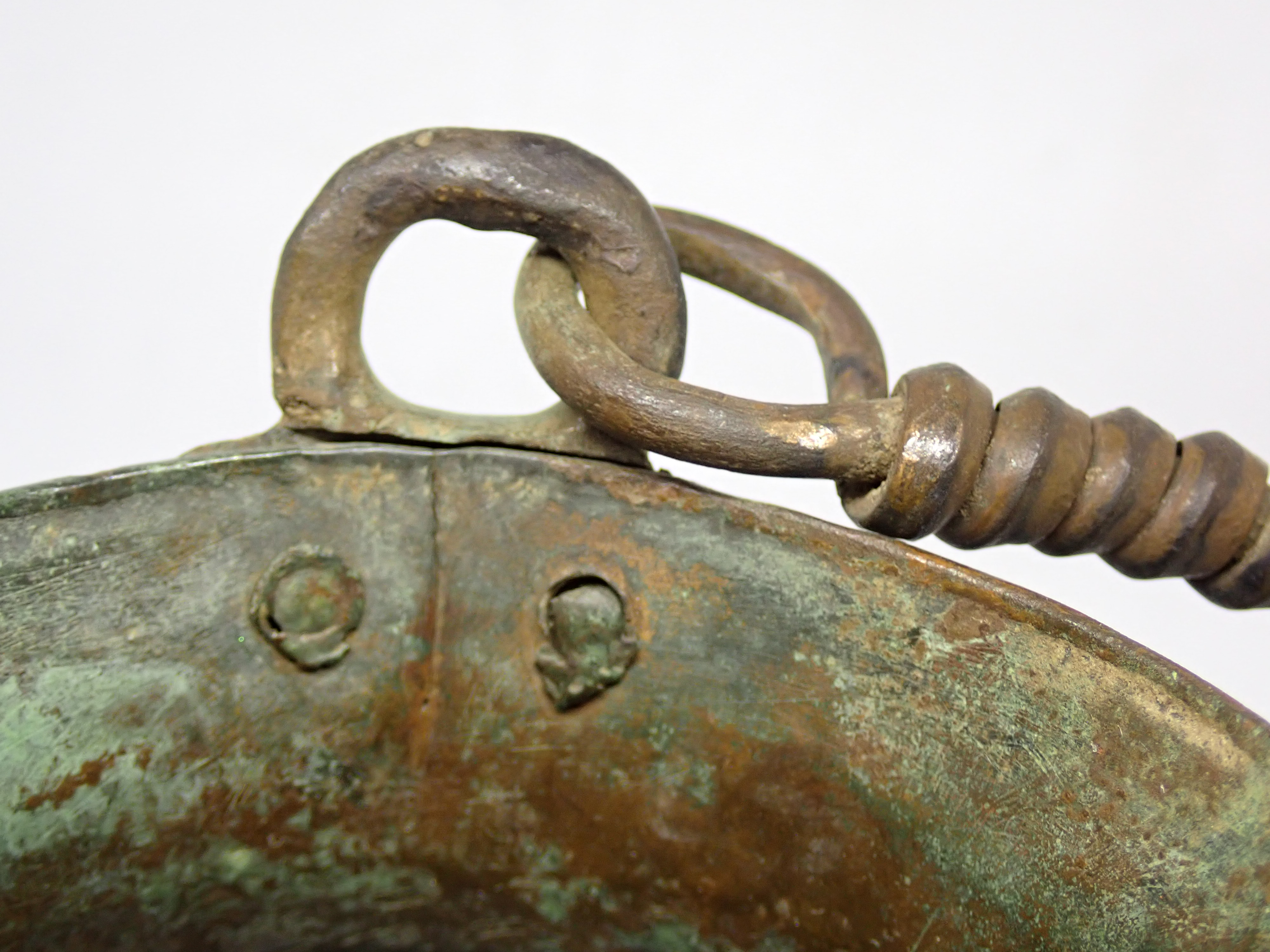
Zwei Niete zur Anbringung eines Henkels für beweglichen Bügel, römischer Bronzetopf, 1. bis 2. Jahrhundert

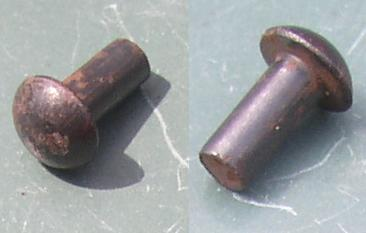
Zwei Halbrund-Vollniete

Die wohl älteste Verbindungstechnik ist das Vernieten durch Vollniete. Die Ursprünge des Nietens mit Vollnieten lassen sich in die Bronzezeit zurückverfolgen. Dennoch hat diese Verbindungsmethode wichtige Merkmale, die sie auch heute noch bei sicherheitskritischen Verbindungen unersetzlich macht. Dazu gehört neben Stahlkonstruktionen für Bauwerke vor allem der Flugzeugbau. Auch neue Flugzeuge werden heute noch durch das Vernieten von Blechstrukturen mit Vollnieten hergestellt.
Der wichtigste Grund für die Verwendung von Vollnieten liegt in der einfachen Herstellung von Nietverbindungen und darin, dass die Qualität der Verbindung durch bloßes Ansehen ohne Hilfsmittel geprüft werden kann. Das ist wohl der wichtigste Grund, warum bei sicherheitskritischen Anwendungen, die einer hohen Dauerschwingbelastung ausgesetzt sind, Vollniete zum Einsatz kommen. Der anfänglich sichere Sitz der Verbindung ist rein optisch durch die Form der Ausprägung des Setzkopfes zu prüfen. Das gilt nicht für Korrosionsschäden über die Lebensdauer.
An Flugzeugen, bei denen die Struktur durch tausende Nietverbindungen gesichert wird, ist somit eine leichte Überprüfung der Verbindungsqualität möglich. Weiterhin ist die Beständigkeit einer Vollnietverbindung bei Dauerschwingbelastung jedem anderen Fügeverfahren überlegen. Zum Beispiel ist das ab 1937 von Dornier gebaute Flugzeug (DO24 ATT) heute noch im Flugeinsatz.
Nach der Form des Kopfes werden diese Niete auch Halbrundniet und Senkniet genannt.

#### Halbhohlniet
Der Halbhohlniet entspricht dem Vollniet, besitzt jedoch einseitig ein offenes Ende, das durch einen Dorn gespreizt oder umgebördelt wird, statt zu einem Kopf geformt zu werden.

#### Hohlniet

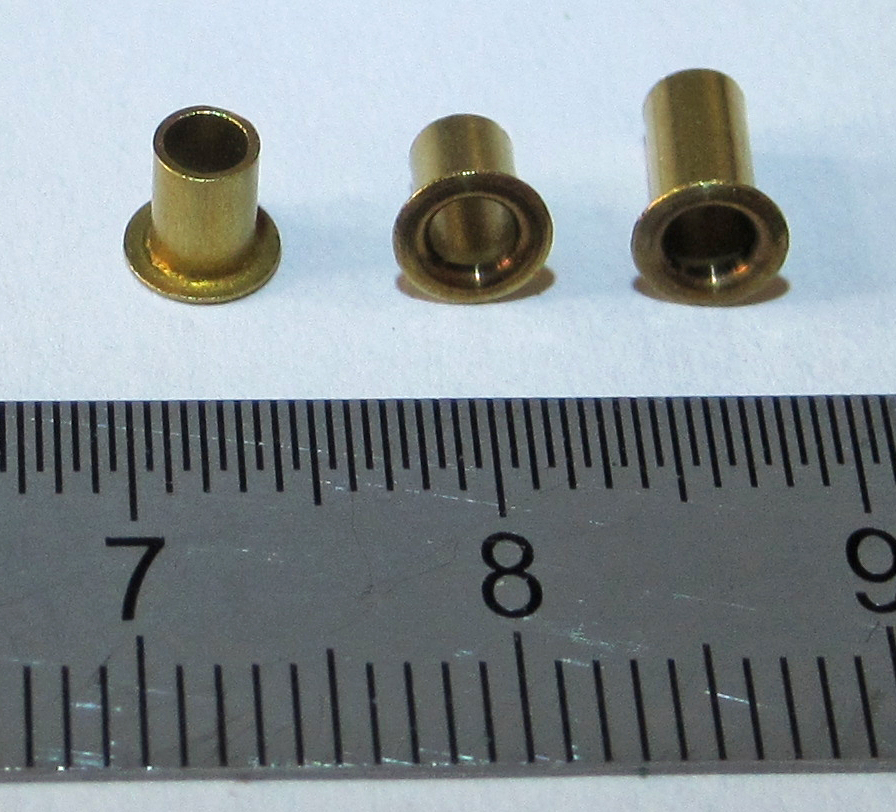

Ein Hohlniet ist eine Hülse, welche oft bereits einen einseitig angeformten Kragen oder einen geschlossenen Kopf besitzt.
Offene Enden werden beim Zusammendrücken des Nietes mit speziell geformten Nietsetzern oder entsprechenden Zangen aufgeweitet und nach außen zum zu verbindenden Material hin umgerollt.
Hohlniete sind weniger belastbar und werden auch für dekorative Zwecke (z. B. an Gürteln) oder zur Lochverstärkung in Papier und Pappe eingesetzt.
Manche Hohlniete sind einseitig verschlossen und auf der gegenüberliegenden Seite mit einer Nietkappe versehen, sodass nach dem Stauchen keine Öffnung mehr zu sehen ist.

#### Schließringniet (Schließringbolzen)
Nach dem Einführen des Grundkörpers und dem Zusammendrücken der zu verbindenden Bauteile wird ein Ring um das überstehende genutete Ende des Nietbolzens geformt. Dadurch ist es möglich, die Festigkeit der Verbindung noch zu erhöhen, da der Niet selbst nicht verformt wird und daher aus gehärtetem Material bestehen kann.

### Blindniet

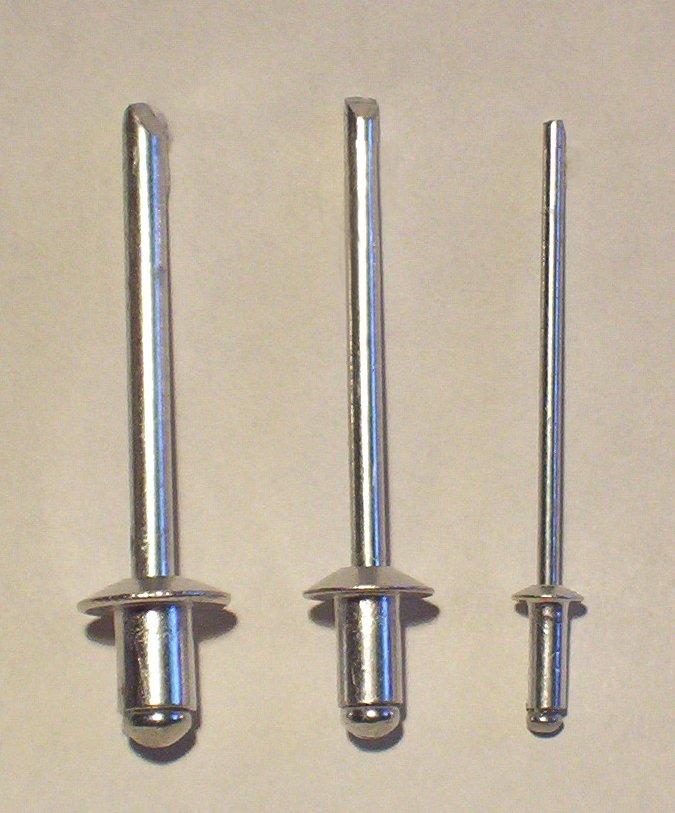
Verschiedene Blindniete

Herstellung einer Blindnietverbindung, vereinfacht ohne Querverformung

Ein Blindniet wird auch Zugdornniet oder Popniet(e) genannt. Es handelt sich um eine spezielle Form des Hohlniets, die nur den Zugang zu einer Seite der zu verbindenden Bauteile erfordert und mit einer speziellen Blindnietzange befestigt wird. Der Blindniet besteht neben dem eigentlichen, hohlen Nietkörper mit Kopf an der Vorderseite aus einem längeren, durchgesteckten Dorn mit Kopf außen vor dem Nietende, der mit einer Sollbruchstelle versehen ist.

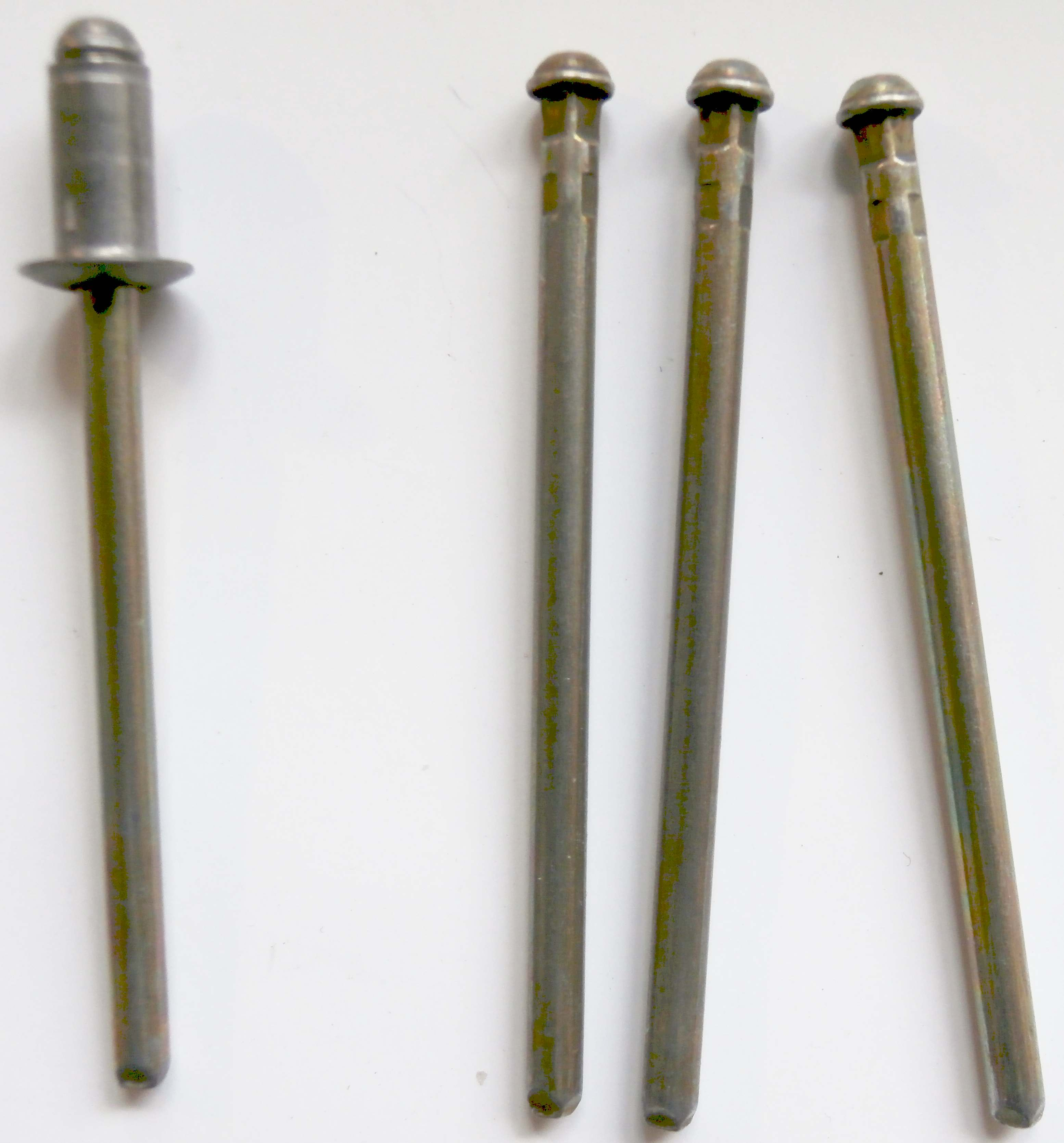
Die unterhalb des Dorns sichtbaren Kerbungen sind Sollbruchstellen, an dieser Stelle reißt der Stift ab. Der Bruch wird durch Kerbwirkung erzielt.

Beim Blindnieten erfolgt der Fügevorgang von nur einer (im Regelfall der äußeren) Seite des Bauteils aus. Der Blindniet wird von der Gegenseite durch die Bohrung eingeführt, durch Druck auf den Kopf die zu verbindenden Bauteile aufeinander gedrückt, anschließend wird auf der Arbeitsseite der am Kopf herausragende Dorn mit einer auf dem Kopf aufgesetzten Blindnietzange herausgezogen. Das führt zu einer Stauchung und somit zu einer Aufweitung des Niets in und hinter der Bohrung.
In der ersten Phase verkürzt die Stauchung den hohlen Nietkörper. Dadurch vergrößert sich der Durchmesser. Zum Ende der ersten Phase ist die Bohrung vollkommen durch den Niet ausgefüllt. Erst wenn sich der Blindniet nicht weiter im Durchmesser ausdehnen kann, bildet sich hinter der Bohrung eine nennenswerte Aufweitung. Am Ende des Vorgangs reißt der Dorn an der Sollbruchstelle innerhalb des Nietkörpers ab und der stehende Rest ragt nicht aus dem Niet hervor; der abgerissene Teil des Dorns befindet sich dann in der Zange und wird entsorgt. Bei Blindnieten für Spezialanwendungen (Flugzeug u. Ä.) wird der im Niet verbleibende Dornrest mit einem beim Verarbeiten eingepressten Ring gesichert. Dadurch können sich keine Teile lösen und die höhere Scherfestigkeit des Dornmaterials kann voll genutzt werden.

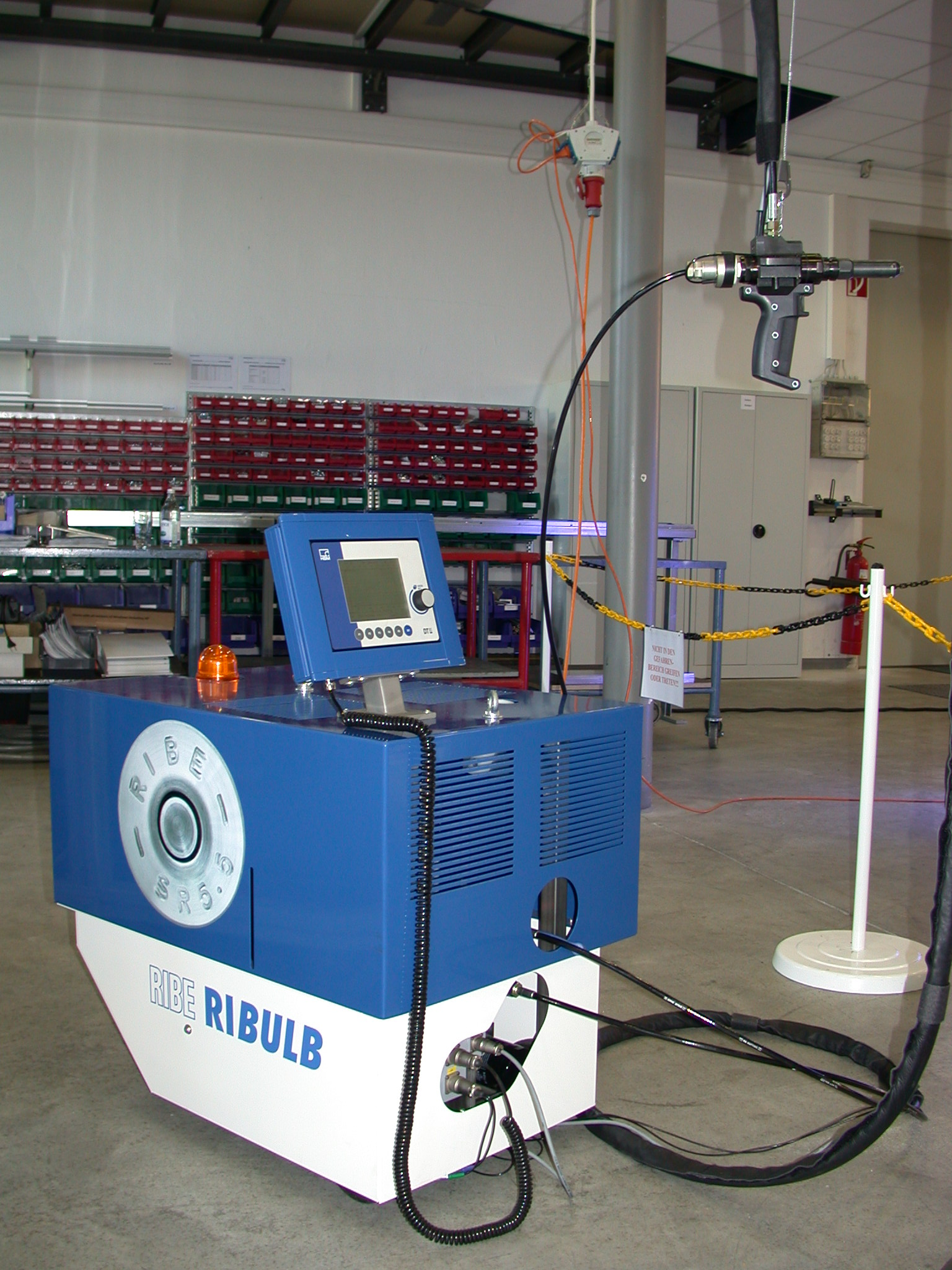
Halbautomatische Anlage zum Setzen von Blindnieten

Gängige Durchmesser für Blindniete sind 2,4 mm, 3,2 mm, 4 mm und 4,8 mm.
Umgangssprachlich wird der Blindniet auch als POP-Niet bezeichnet, was von der Marke POP des ersten Herstellers Emhart Teknologies herrührt. Der POP-Niet wurde in Deutschland von der Firma Gebr. Titgemeyer GmbH & Co. KG aus Osnabrück in den 1950er-Jahren eingeführt. Die Markteinführung der POP-Blindniete in der Schweiz erfolgte durch die KVT-Koenig AG.
Sonderformen:
- (Hammer-)Schlag-Blindniet. Hier wird der Dorn nicht abgerissen, sondern vollständig eingeschlagen, um den Niet zu spreizen. Der Dorn bleibt im Niet und verschließt die Öffnung. Solche Niete werden auch aus Kunststoff gefertigt.
- Becherniet (Dicht-Blindniet). Das verdickte Ende des Dorns ist hier nicht sichtbar, da es vom Körper des Nietes (wie von einem Becher) vollständig umgeben wird.
- Sprengniet. Die Aufweitung erfolgt hier durch eine kleine Sprengladung.
- Durchziehniet. Der Dorn besitzt in dieser Variante keine Sollbruchstelle und wird vollständig durch den Niet hindurch gezogen. Hat der Dorn einen sechseckigen Kopf und ist in die Außenfläche des Nietes ein Gewinde eingeprägt, so kann der Niet nachträglich mithilfe eines Sechskantschlüssels demontiert werden. Diese Ausführung ist mit Nenndurchmessern von 3 bis 4 mm erhältlich

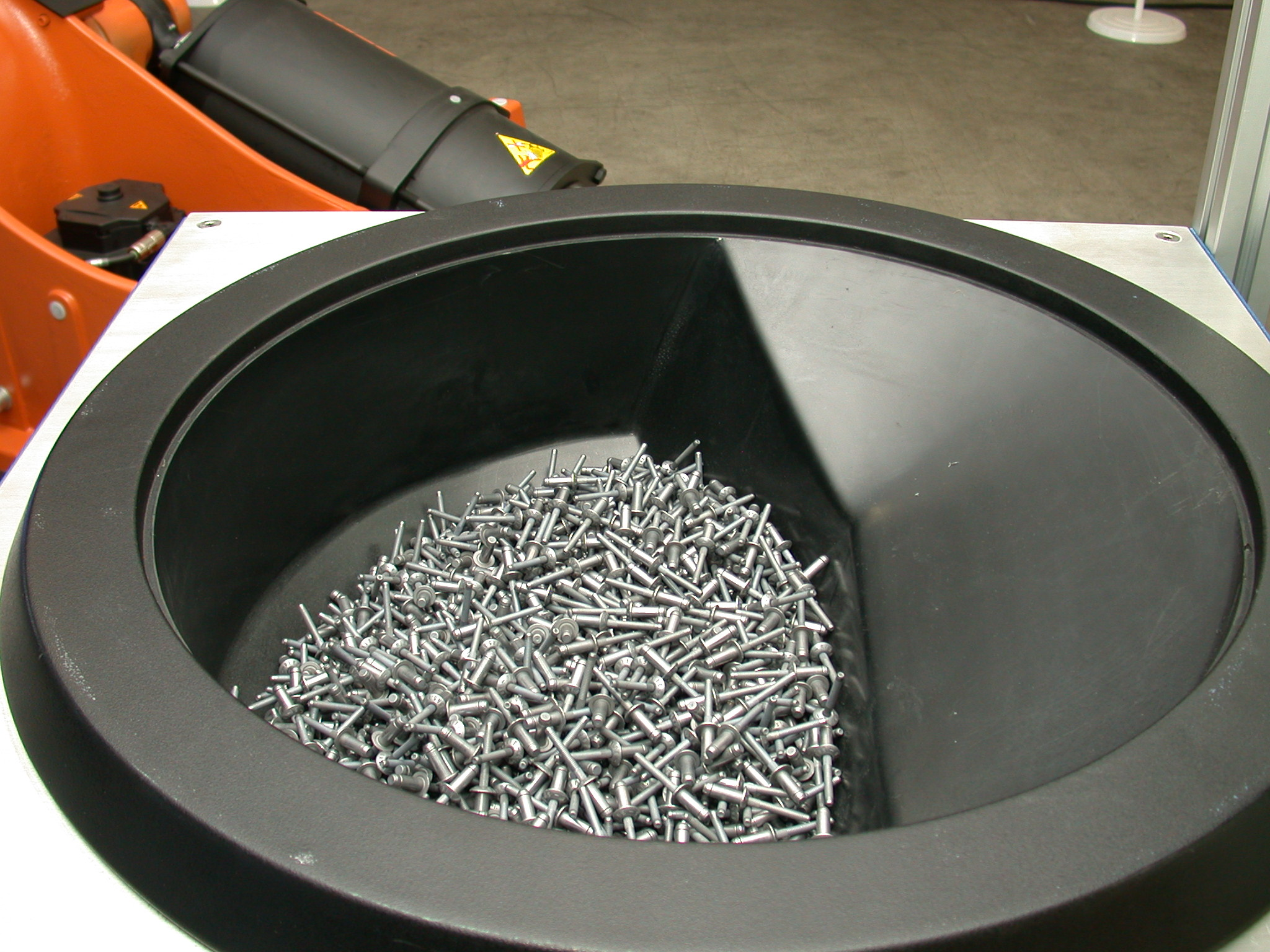
Blindniete in einem Zuführ-Schwingtopf für einen Blindniet-Roboter

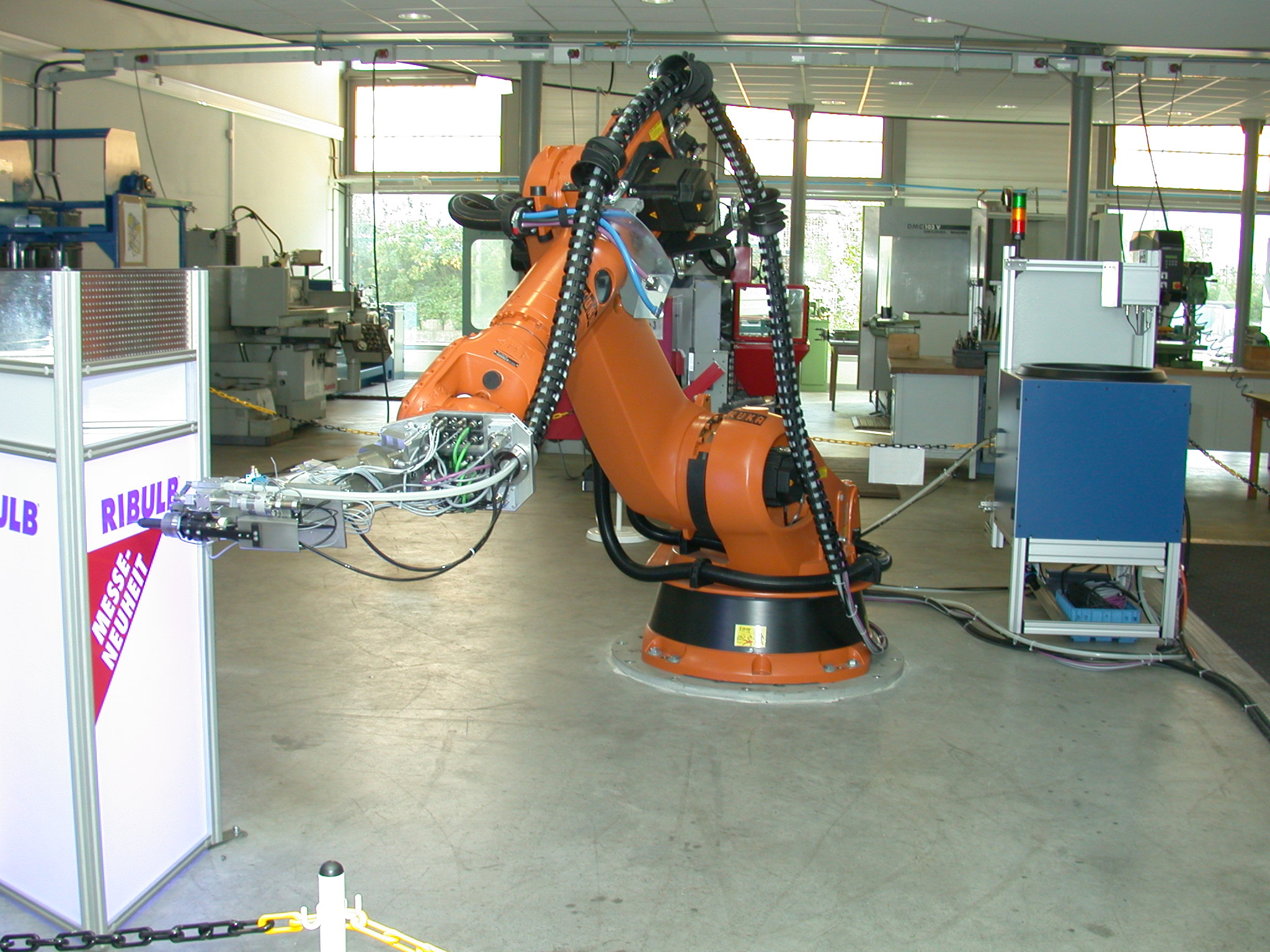
Blindniet-Roboter

- Durchzugsniet FSR. Bei Anwendungen auf engem Raum erlaubt der Senkkopfniet ein beidseitig bündiges Setzen. Der Niet im Mikroformat ist daher die ideale Lösung für die Elektronikbranche. Der Durchzugsdorn stellt sicher, dass es nach dem Setzen weder lockere Restdornköpfe noch einen blindseitigen Kopfüberstand gibt.
- Stufenblindniet (Stufenniet). Der hohle Nietkörper besteht aus einem dünneren Bereich, der sich wie ein Blindniet verhält. Zwischen diesem und dem Kopf ist ein Bereich mit größerem Durchmesser, der sich nicht staucht oder aufweitet. Stufenblindnieten finden Verwendung, wenn eines von den zu verbindenden Bauteilen wenig hart, hohl oder in der Oberfläche druckempfindlich ist.
- Schraubniet – unter diesem begriff werden im Handel verschiedene Produkte angeboten, bei denen es sich vielfach nicht um Niete im eigentlichen Sinn handelt. Schraubnietverbindungen im eigentlichen Sinn stellen technisch einen Übergang zwischen Blindnieten und Hohlraumdübeln dar. Hier sind zu nennen:
  - Schlagniet mit Gewindedorn – ein zweiteiliges System, meist aus Kunststoff bei dem der Dorn, der den äußeren Teil blindseitig spreizt, über ein Gewinde verfügt. Zum verriegeln wird der Dorn eingeschlagen und gleitet dabei über seine Gewindegänge, ohne den äußeren Teil des Niets plastisch zu verformen. Er kann anschließend herausgeschraubt werden, sodass der Niet gezogen werden kann. Diese Verbindung ist reversibel.
  - Schlagniet mit Blindnietschraube – ein zweiteiliges System, meist aus einem äußeren Kunststoffteil und einer Metallschraube. Der Dorn, der den äußeren Teil blindseitig spreizt, ist also als Schraube ausgeführt. Zum verriegeln wird diese eingeschraubt, meist ohne den äußeren Teil des Niets plastisch zu verformen. Diese Verbindung ist dann ebenfalls reversibel.
  - Blindnietmutter (Siehe → Hauptartikel) – ein Gewindehohlniet aus Metall. Der Schaft besteht aus einem gewindelosen Teil, der sich beim vernieten plastisch verformt, und einem Teil mit Innengewinde, mittels dessen eine Schraube als Nietwerkzeug verwendet werden kann. Nach dem Vernieten verbleibt die Mutter im Werkstück und kann für weitere Befestigungszwecke genutzt werden. Blindnietmuttern können auch eingesetzt werden, ohne beim Vernieten zwei Bauteile aneinander zu fügen, allein um ein Gewinde in ein dünnwandiges Bauteil einzubringen.
- Ein Bolzenniet[10] ist ein Blindniet, dessen Dorn (Formbolzen) einen speziell geformten Kopf besitzt. Dieser stülpt das Ende des Hohlnietes nach außen um und bleibt als Kappe obenauf sitzen, wenn der Schaft sich beim Zugvorgang an der Sollbruchstelle vom Kopf getrennt hat und herausgezogen wird.

### Stanzniet
Ziel des Stanznietens ist das mittelbare, nicht lösbare Verbinden von Blechteilen ohne das beim gewohnten Vollnieten oder Blindnieten notwendige Vorlochen. Zu diesem Zweck kommt ein Nietelement (Hilfsfügeteil) zum Einsatz, das gleichzeitig als Stempel fungiert. Abhängig vom verwendeten Nietelement sind prinzipiell zwei Stanznietverfahren von Bedeutung: Stanznieten mit Vollniet oder Stanznieten mit Halbhohlniet. Gemeinsam ist beiden Verfahren, dass sie eine zweiseitige Zugänglichkeit der Bauteile erfordern und dass die Herstellung der Verbindung in einem einstufigen Setzvorgang geschieht.

#### Mit Vollniet
Beim Stanznieten mit Vollniet entsteht die Verbindung in einem durchgehenden Stanz- und Umformvorgang, bei dem der Niet selbst nicht umgeformt wird. Die zu verbindenden Blechteile werden auf die Matrize gelegt. Der obere Teil des Setzwerkzeugs fährt nach unten auf die zu verbindenden Blechteile. Gleichzeitig wird das konkav ausgebildete Nietelement automatisch zugeführt und positioniert. Durch die Setzeinheit werden die Blechteile vorgespannt. Nun drückt der eigentliche Nietstempel das Nietelement durch die Fügeteile, wobei aus beiden Blechen ein kreisrundes Stück (Stanzbutzen) ausgestanzt wird. Das Verarbeitungsgerät für das Stanznieten mit Vollniet ist so konzipiert, dass es den Stempel nach dem Stanzen der Fügeteile einen genau definierten Weg (kraft- oder weggesteuert) gegen den Widerstand der Fügeteile nach unten drückt. Dabei werden die Bleche mit dem Kraftaufwand, der für die nachfolgend beschriebenen Fertigungsteilschritte erforderlich ist, auf die Matrize gepresst. Aufgrund der ringförmig erhabenen Struktur des Stempels und der Matrize wird das Fügematerial plastisch umgeformt. Der stempel- und matrizenseitige Fügewerkstoff fließt in den durch die konkave Form des Nietelementes freigegebenen Raum. Damit ist das Fügen beendet. Wesentliche Bedingung für eine feste Verbindung bei unterschiedlichen Belastungsrichtungen ist beim Stanznieten mit Vollniet die kontrollierte, vollständige Füllung des Freiraumes, der durch die Geometrie des Nietelementes vorgegeben wird; erst dadurch wird eine kraft- und formschlüssige Verbindung erzielt.
Es wird eine hohe Zugfestigkeit erreicht. Ein beidseitiger, fast bündiger Abschluss ist möglich. Bleche können unterschiedlich dick und aus unterschiedlichem Material sein. Die Gesamtblechdicke beträgt typischerweise 1,8–7 mm. Üblich sind Niete aus Edelstahl oder Aluminium.

#### Mit Halbhohlniet
Auch beim Stanznieten mit Halbhohlniet dient das Nietelement als Einweg-Schneidstempel. Allerdings wird es selbst dabei ebenfalls umgeformt. Die zu verbindenden Blechteile werden auf die Matrize gelegt. Mit dem Aufsetzen der Setzeinheit während des Vorschubs wird die Fügestelle fixiert. Mit dem weiteren Vorschub wird dann das Nietelement der Fügestelle zugeführt. Im sich anschließenden Fügevorgang stanzt das Stanznietelement, anders als beim Stanznieten mit Vollniet, nur das obere Blechteil durch und formt das untere Blechteil plastisch zu einem Schließkopf um. Die Form des Schließkopfes wird dabei wesentlich durch die Kontur der Matrizengravur bestimmt. Nach Erreichen einer eingestellten Maximalkraft (kraftgesteuert) bzw. eines vorgegebenen Weges (weggesteuert) erfolgt der Rückhub. Das Nietelement erhält im plastisch umgeformten unteren Blechteil über eine Kragenbildung seinen Schließkopf. Der aus dem oberen Blechteil ausgestanzte Stanzbutzen füllt den hohlen Nietschaft aus und wird darin eingeschlossen. Das Erreichen einer großen Verspreizung des Nietschaftes ist eine wichtige geometrische Kenngröße. Sie hat wesentlichen Einfluss auf die übertragbaren Scherzug- und Kopfzugkräfte. Durch die Stauchung des Stanznietes wird ein hochfester und spaltfreier, d. h. dichter Formschluss der Fügeteile erreicht. Außerdem wird der Stanzniet axial und radial verspannt, sodass ein Kraftschluss in die Verbindung eingebracht wird.
Die Blechdicke beträgt üblicherweise 0,75–2 mm.

### Corby Niet
Corby-Niete sind keine Niete im eigentlichen Sinne. Es handelt sich vielmehr um zweiteilige Bolzen oder Stifte, deren Teile miteinander verschraubt werden. Sie werden in einem geklebten, dreiteiligen Schichtaufbau eingesetzt. Zum Einsatz kommt dieses Verfahren häufig bei Messergriffen, bei denen zwei Griffschalen einen durchgehenden Erl umschließen. Nach dem Fügen von Griffschalen und Klinge mit Kleber und Stiften werden Überstände gekürzt. Anschließend wird der Griff im Ganzen durch Schleifen geformt. Spätestens dabei gehen die Schraubenschlitze verloren.

### Sonderverfahren
Eine Sonderform des Stanznietens ist das Hydrostanznieten, bei dem ein Hochdruckfluid als Stempelersatz wirkt.
Es gibt auch Niete, die aus Blech gestanzt, erhaben geformt und mit mehreren scharfen Spitzen in Kleidung oder Hundehalsbänder, textil oder aus Leder eingeschlagen werden können, man unterscheidet dabei zwischen Pyramiden-, Spitz-, Killer-, Säbel- und Hexenniete; die letzten werden besonders gerne in der Punkszene auf Lederjacken getragen. Die oft schräg stehenden konischen Spitzen krümmen sich beim Eindringen ins Material oder Anstehen an der Schrägfläche eines Gegenwerkzeugs, die dann gebogenen Spitzen halten den Niet – eigentlich durch Verklammerung, die Applikation wird Niete genannt, weil sie den Anschein eines Nietkopfs ergibt.

## Prüfung
Fertig geschlagene Nietverbindungen dürfen beim Anschlagen mit einem Prüfhammer nicht „prellen“, sie müssen die Bauteile spielfrei verbinden. Prellende Niete dürfen nicht nachgeschlagen, sondern müssen komplett ausgetauscht werden. Erweisen sich mehr als 5 % aller Niete eines Bauteiles als erneuerungsbedürftig, so sind sämtliche Niete auszutauschen.

## Belastungsarten

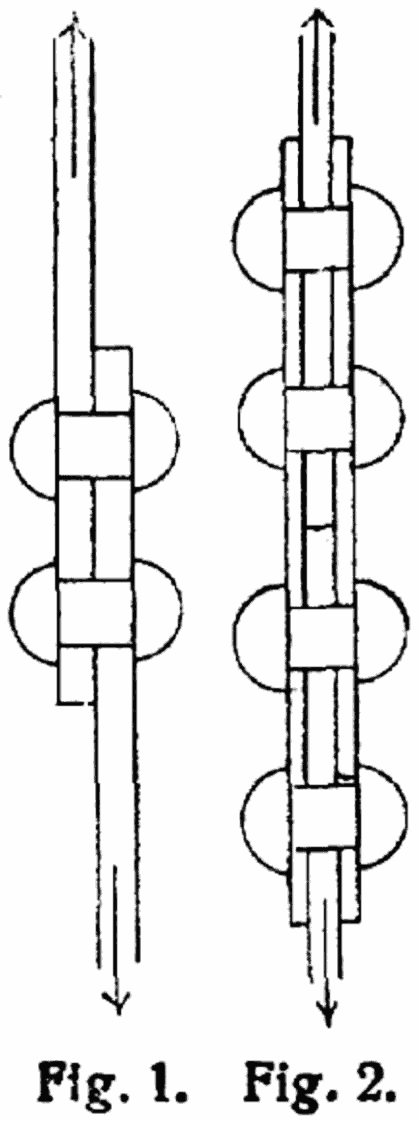
Überlappungs- und Laschennietungen
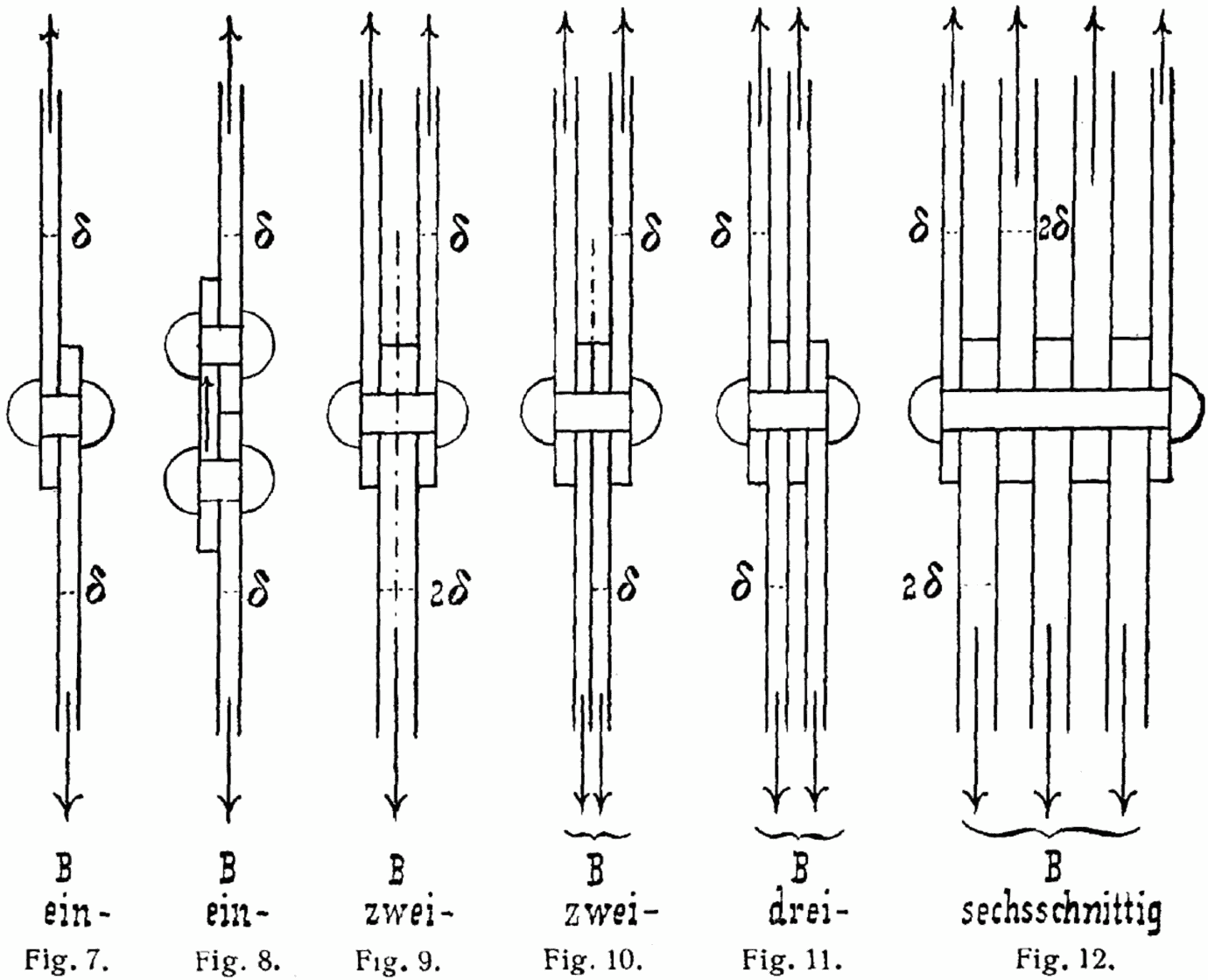
einschnittig, zweischnittig oder i-schnittige Verbindung
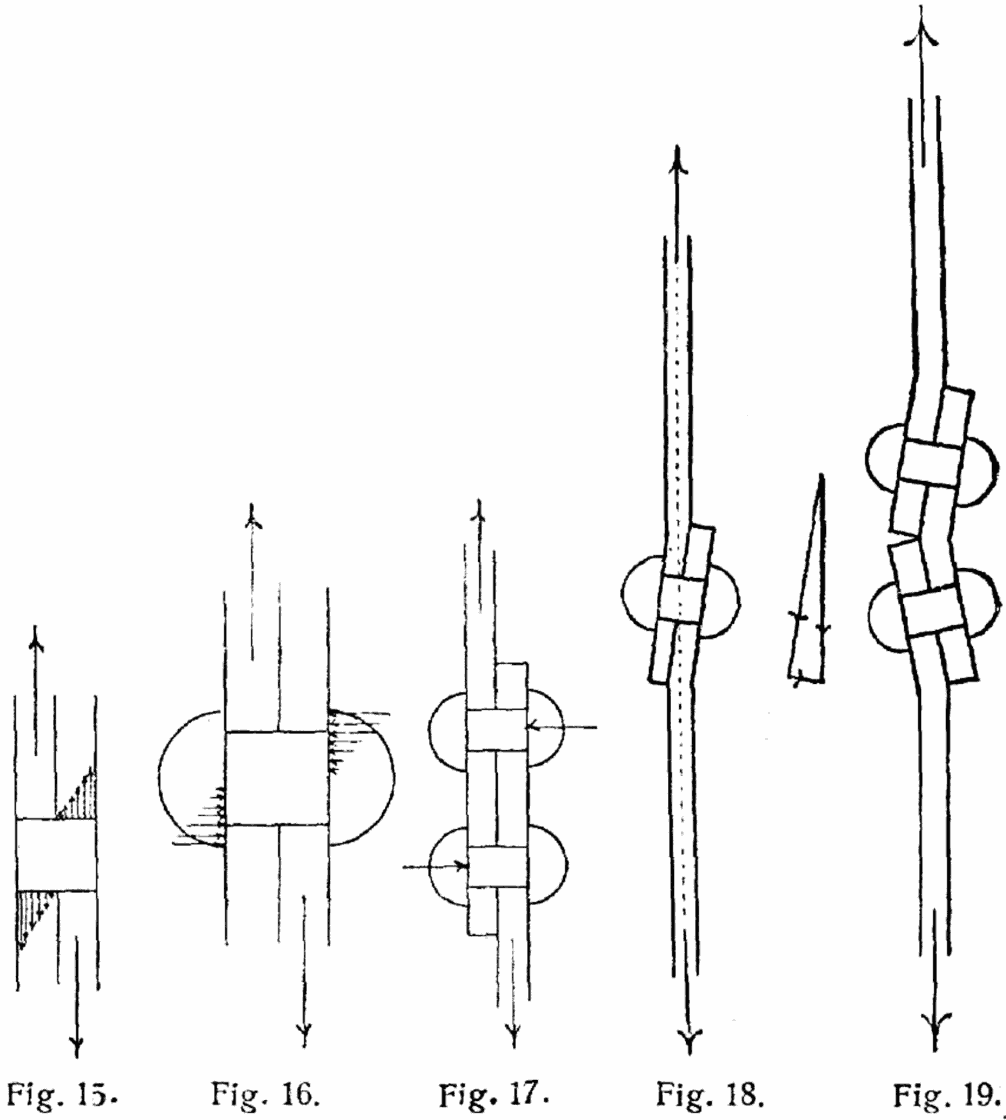
Belastungen und Verformungen
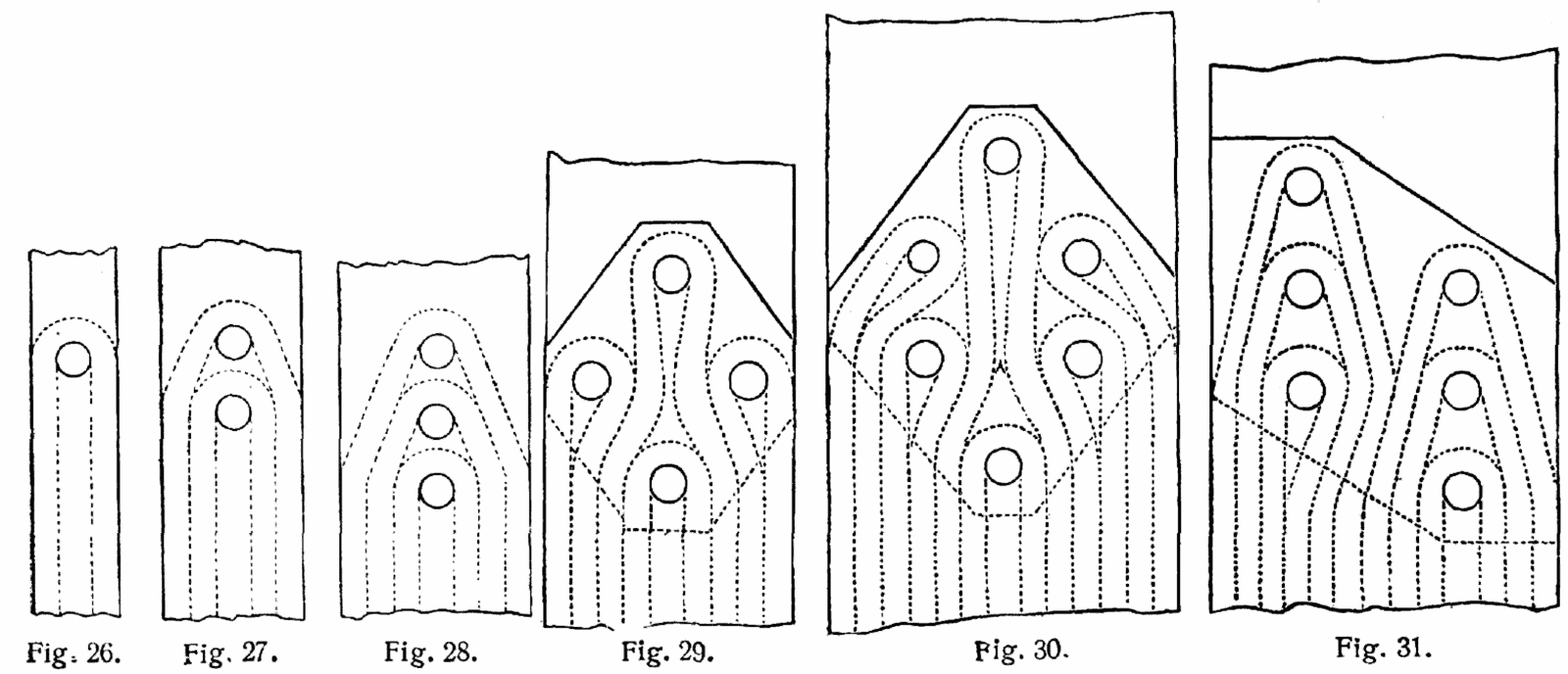
Nietabstandswahl

## Konstruktionen

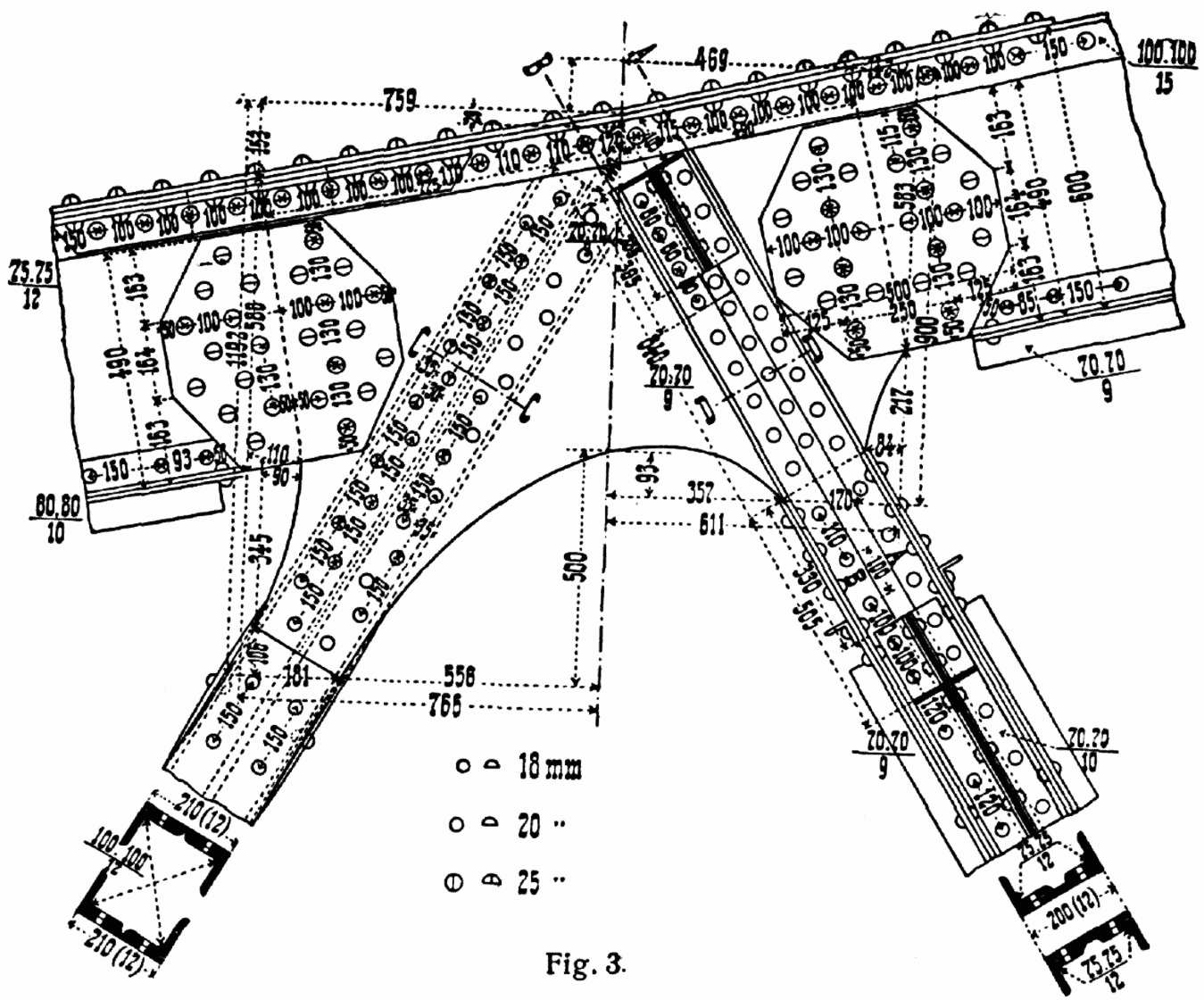
Knotenpunkt
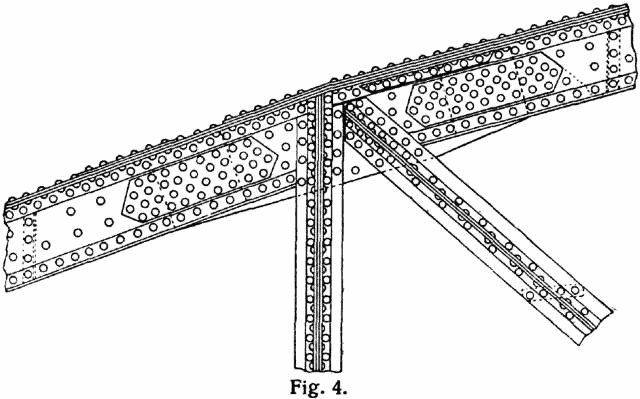
Knotenpunkt
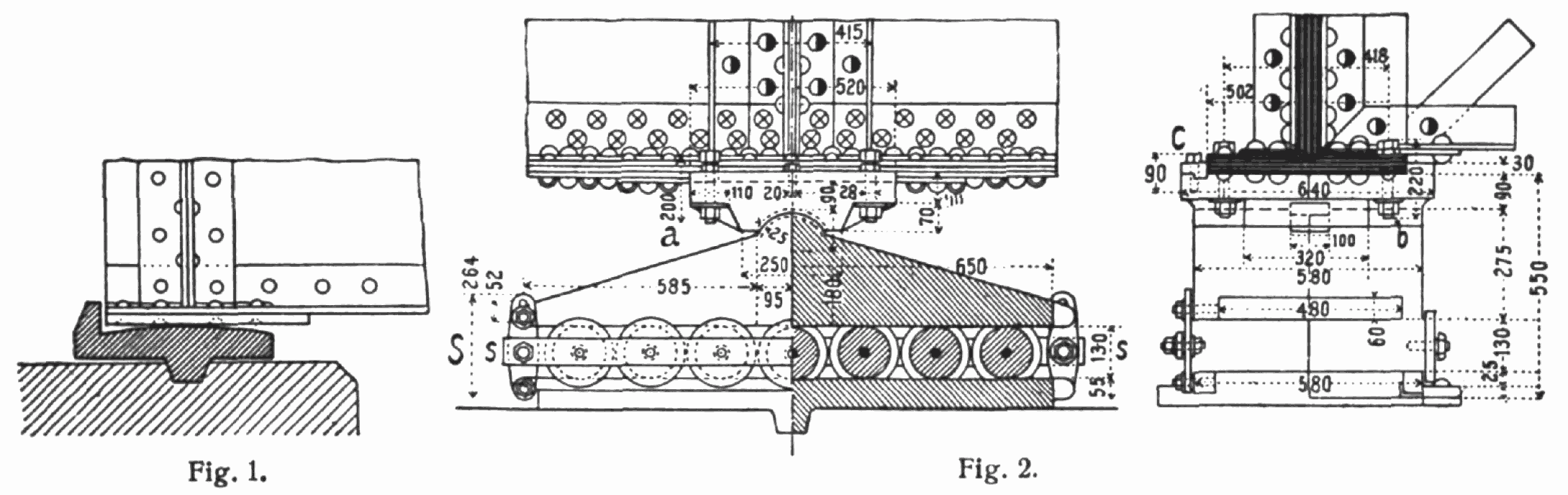
Auflagepunkt
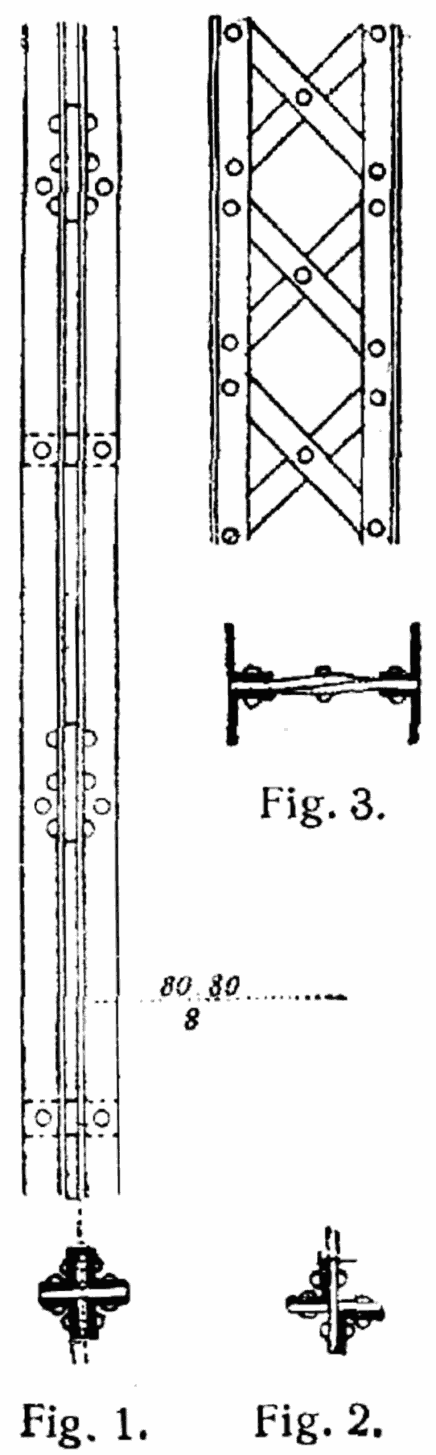
Fachwerkdruckstab
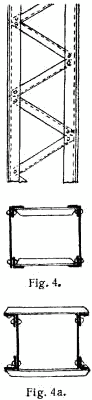
Fachwerkdruckstab
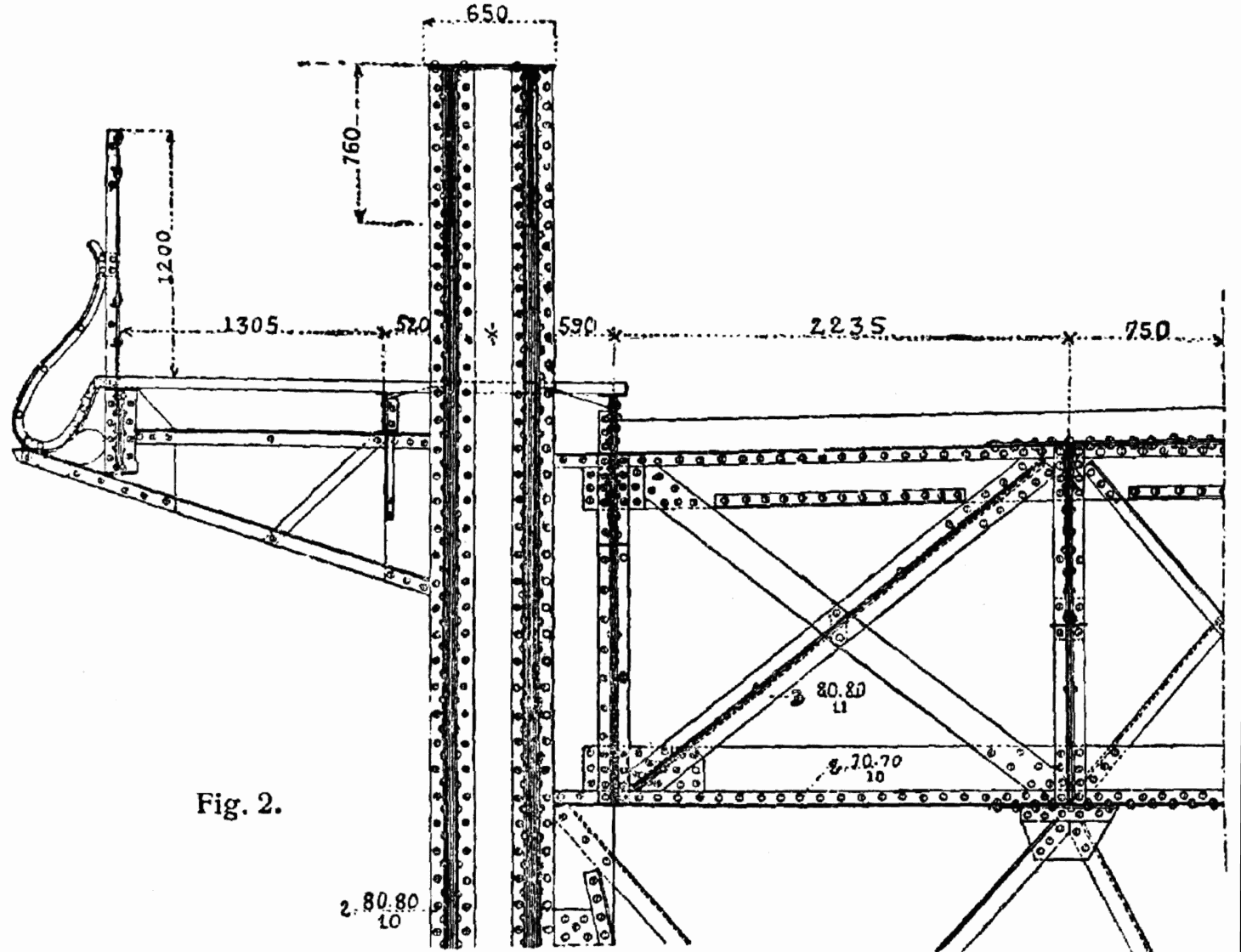
Brückenaufbau
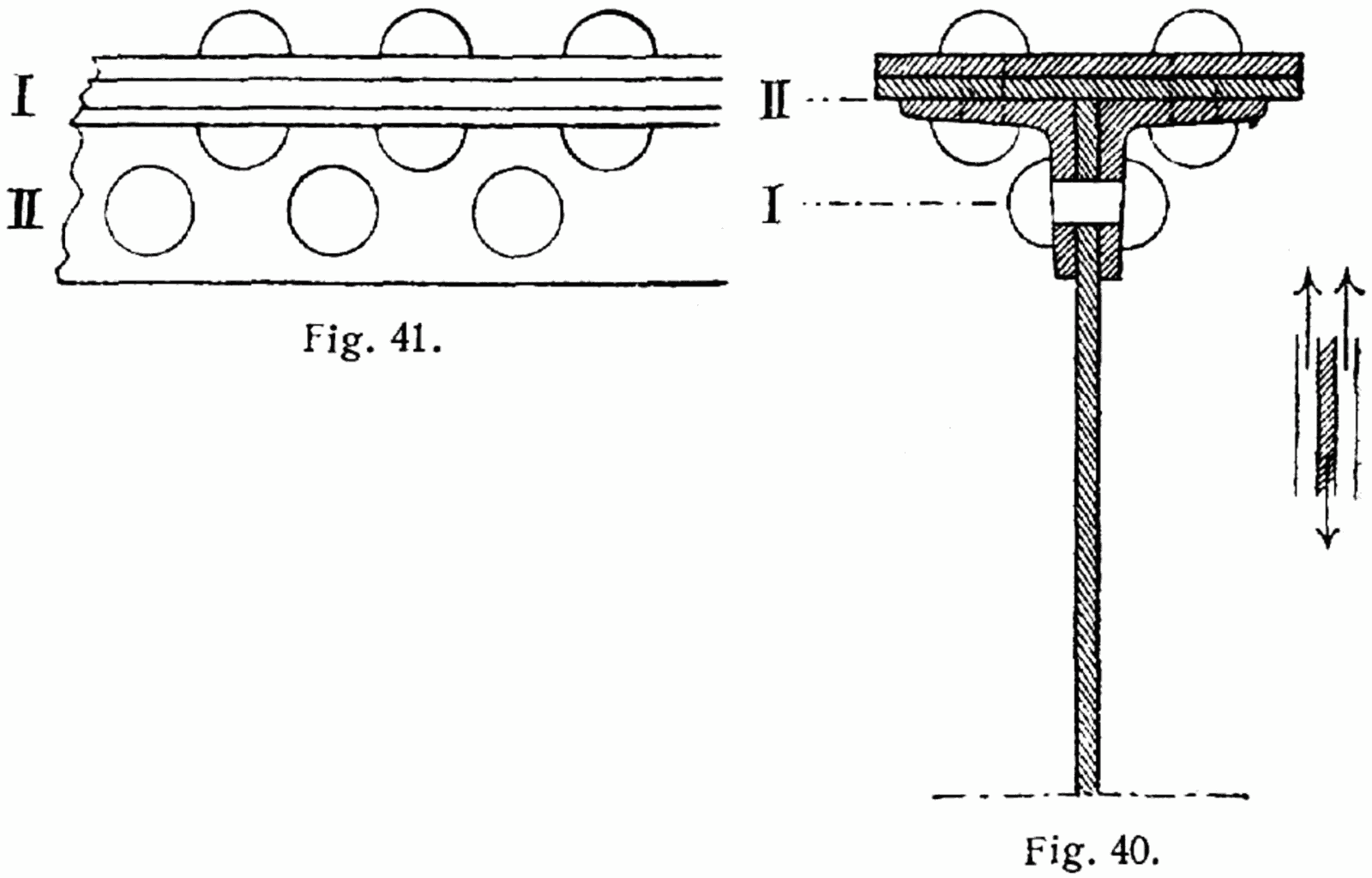
Nietträger
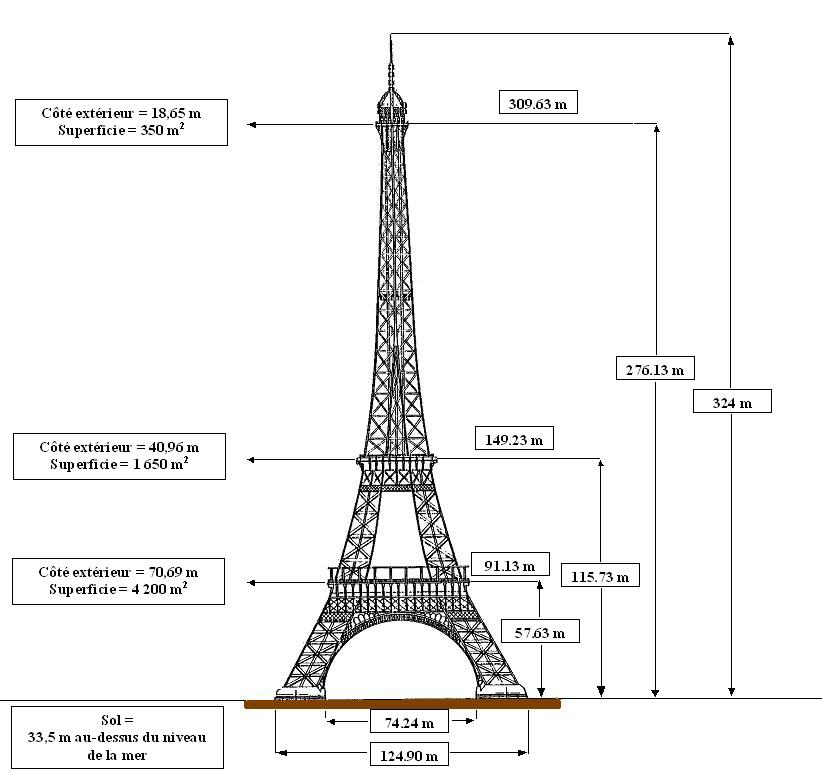
Eiffelturm
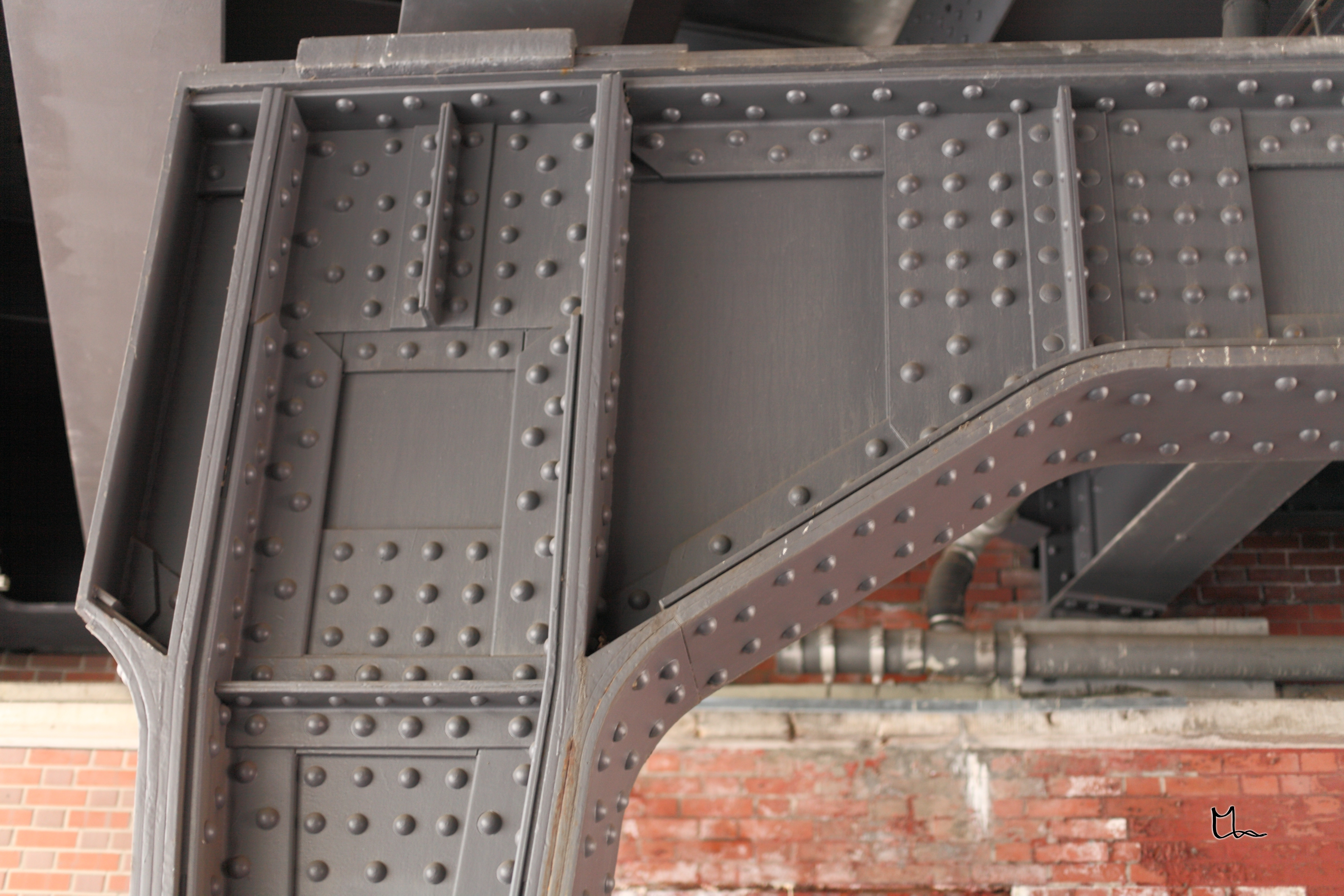
Beispiel Knotenpunkt
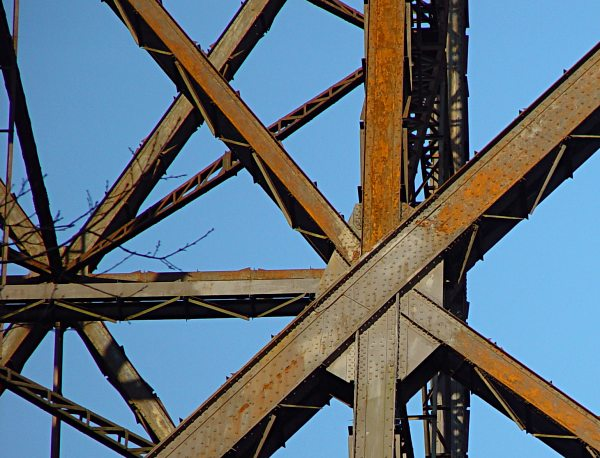
Müngstener Brücke: einige der 950.000 Niete

## Normen und Standards
- DIN 101 Niete; Technische Lieferbedingungen
- ÖNORM M 5300:2001 12 01 Nieten – Technische Lieferbedingungen
- Produktspezifikationen:
  - DIN 124 Halbrundniete; Nenndurchmesser 10 bis 36 mm; DIN 660 Halbrundniete; Nenndurchmesser 1 bis 8 mm
  - DIN 302 Senkniete; Nenndurchmesser 10 bis 36 mm; DIN 661 Senkniete; Nenndurchmesser 1 bis 8 mm
  - DIN 662 Linsenniete; Nenndurchmesser 1,6 bis 6 mm
  - DIN 674 Flachrundniete; Nenndurchmesser 1,4 bis 6 mm
  - DIN 675 Flachsenkniete (Riemenniete); Nenndurchmesser 3 bis 5 mm
  - DIN 6791 Halbhohlniete mit Flachrundkopf; Nenndurchmesser 1,6 bis 10 mm; DIN 6792 Halbhohlniete mit Senkkopf; Nenndurchmesser 1,6 bis 10 mm
  - DIN 7331 Hohlniete, zweiteilig; DIN 7339 Hohlniete, einteilig, aus Band gezogen
  - DIN 7340 Rohrniete aus Rohr gefertigt
  - DIN 7341 Nietstifte